# Miriam Leiva
Miriam Almaguer Leiva es una matemática y educadora matemática cubano-estadounidense, marcó el hito de ser la primera mujer hispana-estadounidense en obtener un Doctorado en matemáticas y educación matemática.   Es Profesora Distinguida Bonnie Cone para la Enseñanza Emérita en el Departamento de Matemáticas de la Universidad de Carolina del Norte en Charlotte, y es además fundadora de TODOS: Matemáticas para Todos, una organización dedicada a la defensa y el estímulo de los estudiantes latinos en matemáticas.  También es autora de varios libros de texto de matemáticas para la secundaria. 

## Educación y carrera
Leiva se mudó desde la isla de Cuba a los EE. UU. cuando era adolescente en la década de 1950.   Realizó sus estudios universitarios en el Guilford College, logrando graduarse en 1961,  y la principio se le negó la admisión para estudios de posgrado en matemáticas en la Universidad de Carolina del Norte por ser mujer. Sin embargo, persistió  y obtuvo una maestría allí en 1966 bajo la tutoría de Alfred Brauer, con una tesis a cerca de: Estimaciones elementales para el módulo de raíz primitiva menos positivo p r . 
Después de terminar su maestría, empezó a trabajar como porfesora de matemáticas de secundaria. Después de eso, obtuvo un puesto de profesora en la Universidad de Carolina del Norte, y estando enseñando allí completó su doctorado en matemáticas y educación matemática a través de un programa de educación a distancia  en Union Institute & University .

## Reconocimientos
TODOS, en 2008, le otorgó a Leiva su premio Iris Carl Equity and Leadership.  En el 2013, el Consejo Nacional de Profesores de Matemáticas (NCTM, por sus silgas en inglés) le otorgó el premio inaugural Kay Gilliland Equity Lecture Award por "sus contribuciones a la equidad en la educación matemática".  En 2014, el NCTM también le otorgó el premio a la trayectoria del Mathematics Education Trust por su remarcable servicio a la educación matemática. 